# Intercidades

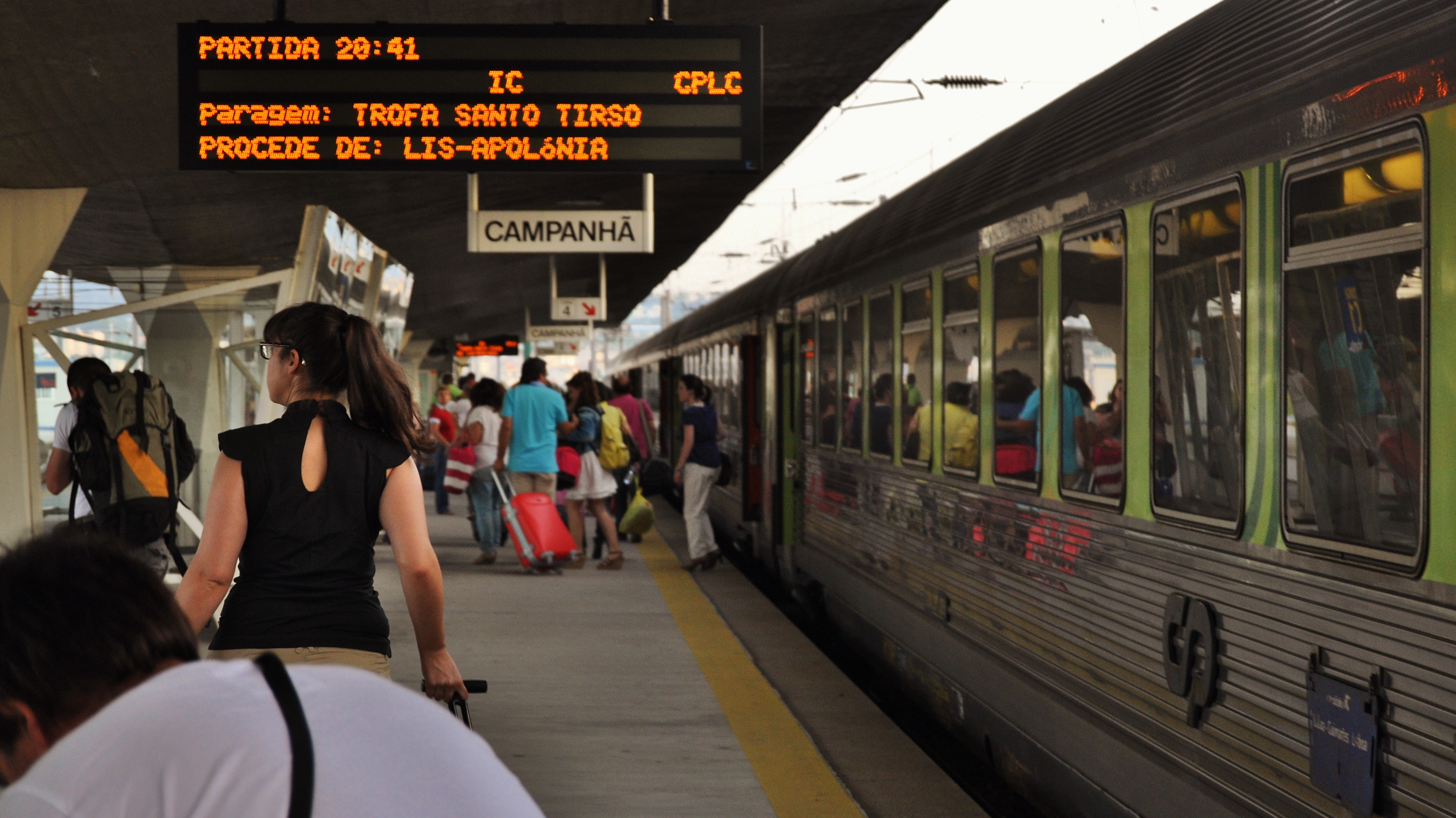
Fahrgäste eines Intercidades am Bahnhof Porto-Campanhã

Intercidades-Logo

Intercidades ist eine Zuggattung, die in Portugal von der portugiesischen Staatseisenbahn Comboios de Portugal für schnelle Reisezüge mit gehobenem Komfort verwendet wird. Die ersten Züge dieser Zuggattung fuhren 1988, heute ist das Netz auf die portugiesische Hauptstadt Lissabon ausgerichtet. Die Intercidades-Züge sind mit mitteleuropäischen InterCitys vergleichbar, heute werden alle von der CP-Tochter CP Longo Curso betrieben.

## Geschichte

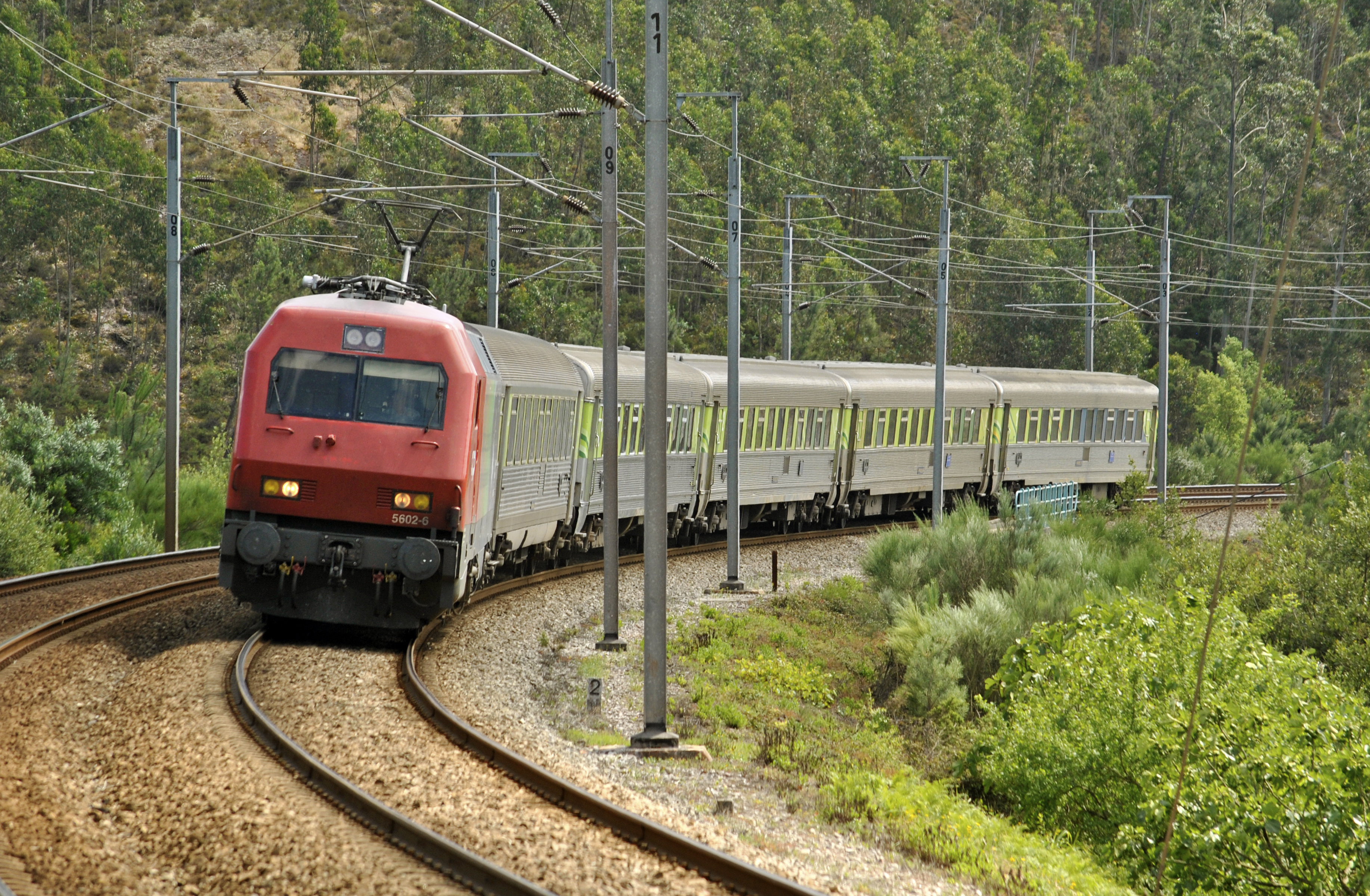
Intercidades der Linie Lissabon-Guarda, gezogen durch Siemens-Lok der Baureihe 5600

Seinen Anfang fand die Zuggattung Intercidades im Jahr 1988 im „Eisenbahnmodernisierungsplan 1988–1994“ (Plano de Modernização dos Caminhos-de-ferros 1988–1994) der damaligen Regierung Cavaco Silva. Hauptschwerpunkt des Strategieplanes war es vor allem auf wichtigen Strecken Züge mit höherem Komfort anzubieten. Schwach ausgelasteten, unwirtschaftlichen Strecken stand hingegen das Aus bevor. Die ersten Intercidades-Züge fuhren ab 1988 auf vier Strecken, in einer zweiten Stufe im Jahr 1989 wurden weitere Linien eingeführt.
Im Laufe der neunziger Jahre stellte die CP aufgrund finanzieller Schwierigkeiten zahlreiche Intercidades-Linien wieder ein, das betraf vor allem zweitrangige Hauptbahnen (Linha do Oeste, Linha do Minho). Auch die kurze Einführung von Wochenend-ICs nach Leiria und Régua brachte keinen Erfolg, sodass auch diese um 2005 eingestellt wurden. Als Alternative führte die CP vermehrt InterRegional-Linien ein (auf weniger frequentierten Strecken) oder ersetzte die Intercidades durch den höherwertigen Alfa Pendular, ein Hochgeschwindigkeitszug mit Neigetechnik (nach Braga).
Zum 20-jährigen Jubiläum der Intercidades, 2008, erhielten die Reisewagen der Intercidades ein neues Farbschema mit grünen (2. Klasse) bzw. blauen (1. Klasse) Klebefolien. Derzeit ist ein Konzept aus schwarzem Fensterband, lindgrünen Wagenendbereichen bei der 2. Klasse, sowie violetten bei Wagen der 1. Klasse oder gemischt mit Bar aktuell. Heute entspricht der Intercidades alle gängigen Mindeststandards für die Anerkennung als mitteleuropäischer Intercity (Klimatisierung, Barwagen, Halt an wenigen Bahnhöfen). Alle Intercidades sind – ebenso wie die Alfa-Pendular-Züge – reservierungspflichtig. Es ist möglich, in allen Intercidades-Zügen kostenfrei Fahrräder mitzunehmen.
Mit der Elektrifizierung der Linha do Minho zwischen Porto und Valença verlängerte die CP ein Zugpaar der Linie Lissabon–Porto bis zur Stadt am Minho.

## Linien

### Aktuelle Linien

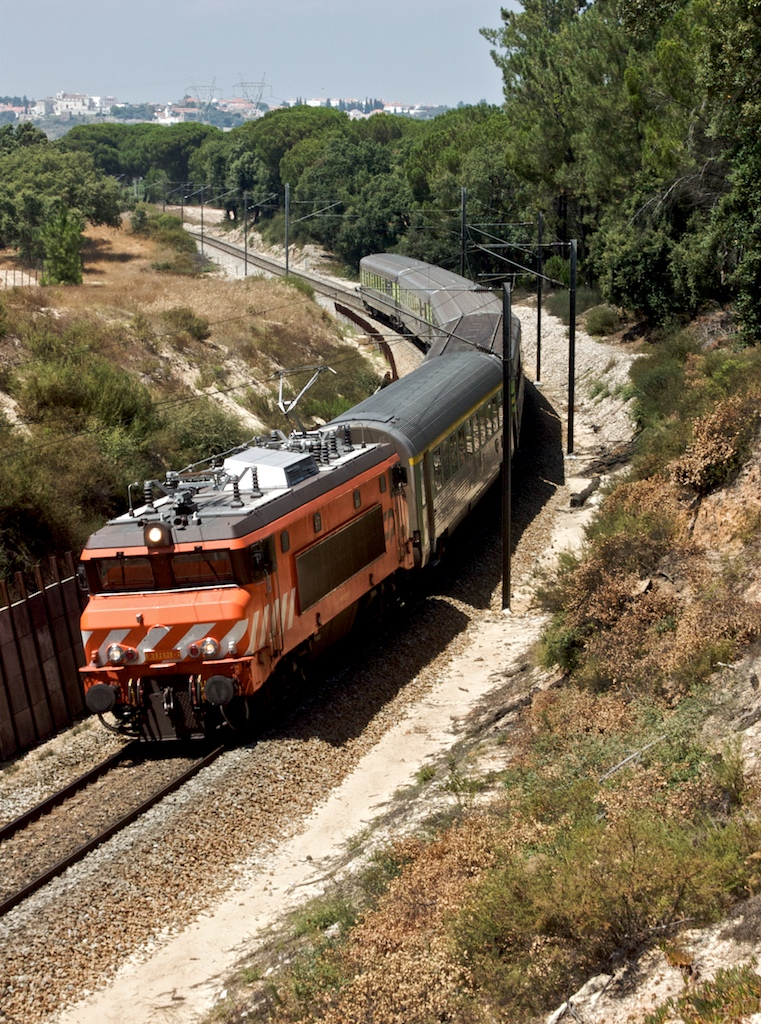
Intercidades der Linie Lissabon-Faro, gezogen durch Alstom-Lokomotive der Baureihe 2600

| Linienbezeichnung     | Fahrstrecke                                                            | Eisenbahnstrecke                                         |
| --------------------- | ---------------------------------------------------------------------- | -------------------------------------------------------- |
| IC Norte              | Lissabon Santa Apolónia–Porto-Campanhã(–Guimarães / –Braga / –Valença) | L. do Norte, L. de Guimarães / R. de Braga / L. do Minho |
| IC Beira Baixa        | Lissabon Santa Apolónia–Castelo Branco–Covilhã                         | L. do Norte, L. da Beira Baixa                           |
| IC Beira Alta         | Lissabon Santa Apolónia–Pampilhosa–Guarda                              | L. do Norte, L. da Beira Alta                            |
| IC Alentejo           | Lissabon Oriente–Évora                                                 | L. do Sul, L. do Alentejo, L. de Évora                   |
| IC Alentejo (Shuttle) | Casa Branca–Beja                                                       | L. do Alentejo                                           |
| IC Sul                | Lissabon Oriente–Faro                                                  | L. do Sul, L. do Algarve                                 |

### Ehemalige Linien
| Fahrstrecke                             | Eisenbahnstrecke                            | Zeitraum              | Bemerkung                                                             |
| --------------------------------------- | ------------------------------------------- | --------------------- | --------------------------------------------------------------------- |
| Lissabon Santa Apolónia–Braga           | L. do Norte, Ramal de Braga                 | 1988–2004, ab 2010ern | durch Alfa Pendular ersetzt, 2010er Jahren wieder eingeführt          |
| Porto-Campanhã–Viana do Castelo         | L. do Minho                                 | 1989–1992             | ab 1994 Ersatz durch InterRegional                                    |
| Nine–Viana do Castelo                   | L. do Minho                                 | 1992–1994             | mit direktem Anschluss nach Porto; ab 1994 Ersatz durch InterRegional |
| Porto-Campanhã–Régua                    | L. do Douro                                 | 1989–1997             | Ersatz durch InterRegional/Regional                                   |
| Porto-Campanhã–Régua                    | L. do Douro                                 | 2002–2006             | Wochenend-IC; Ersatz durch InterRegional                              |
| Lissabon Rossio–Leiria                  | L. de Sintra, L. do Oeste                   | 1988–1991             | durch verlängerten IC nach Figueira da Foz ersetzt                    |
| Lissabon Santa Apolónia–Figueira da Foz | L. de Cintura, L. de Sintra, Linha do Oeste | 1991–1997             | durch InterRegional ersetzt                                           |
| Lissabon Santa Apolónia–Leiria          | L. de Cintura, L. de Sintra, Linha do Oeste | 2002–2005             | Wochenend-IC                                                          |
| Barreiro–V.R. de S. António             | L. do Alentejo, L. do Sul, L. do Algarve    | 1988–1994             | mit Direktanschluss nach Lagos; 1994 Verkürzung (s. u.)               |
| Barreiro/Lissabon Oriente–Faro          | (L. do Alentejo), L. do Sul, L. do Algarve  | 1994–2004             | mit Eröffnung der Ponte 25 de Abril Startbahnhof Oriente              |
| Barreiro–Évora/Beja                     | L. do Alentejo, L. de Évora                 | 1989–1997             | zunächst ersetzt durch InterRegional, 2004 wiedereingeführt (s. o.)   |

## Fahrzeugeinsatz

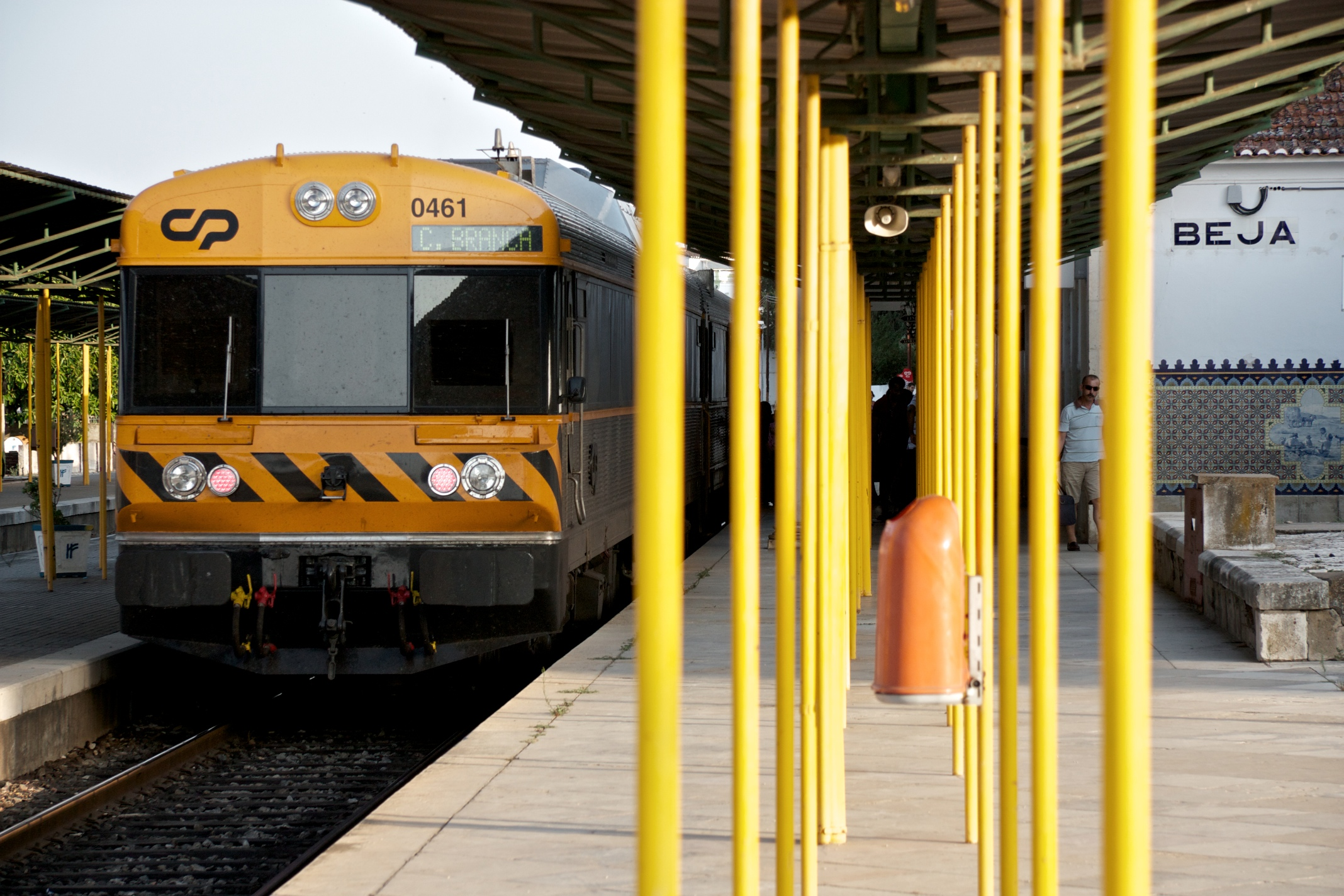
Seit 2011 setzt CP Longo Curso auf der Intercidades-Linie nach Beja zwei Triebwagen der Baureihe 0450 ein

Auf den meisten Intercidades-Linien werden Lokomotiven mit Reisezugwagen eingesetzt, wobei jedoch die Zuglänge je nach Linie bzw. Fahrgastaufkommen variiert, üblich sind Kompositionen von drei bis acht Wagen. Die CP Longo Curso verfügt dabei über Corail-Wagen der Baureihe B10, A10 und A5R(Bar) als auch in Portugal von Sorefame nachgebauter INOX-DEV-Wagen. Beide basieren auf Modellen der französischen SNCF.
Hinsichtlich der Lokomotiven unterscheiden sich die Einsätze nach der zulässigen Höchstgeschwindigkeiten. Auf den beiden Hauptmagistralen des portugiesischen Eisenbahnnetzes (Linha do Norte und Linha do Sul) verkehren die Intercidades-Züge mit zwischen 1993 und 1995 gebauten Siemens-Lokomotiven der Baureihe 5600 (EuroSprinter). Auf den Strecken nach Guarda (Linha da Beira Alta) sowie auf der Linie nach Évora (Linha do Alentejo, Linha de Évora) werden seit der Elektrifizierung die Alstom-Loks der Reihe 2600/2620 eingesetzt. Auf der Linie nach Covilhã (Linha da Beira Baixa) kommen sowohl lokbespannte Züge als auch für den Intercidades-Verkehr aufgerüstete Triebwagen der eigentlich für den Regionalverkehr gedachten Baureihe 2240 zum Einsatz.
Auf der Strecke nach Beja (Linha do Alentejo zwischen Casa Branca und Beja) kommen seit 2011 zwei aufgefrischte Dieseltriebwagen der Baureihe 0450 zum Einsatz, die einzigen noch dieselbetriebenen Intercidades-Verkehre in Portugal.